# 普段
| ウィキペディアには「普段」という見出しの百科事典記事はありません（タイトルに「普段」を含むページの一覧/「普段」で始まるページの一覧）。 代わりにウィクショナリーのページ「普段」が役に立つかもしれません。 |